# 203 Dywizja Piechoty (III Rzesza)
203. Dywizja Piechoty (niem. 203. Infanterie-Division) – niemiecka dywizja z czasów II wojny światowej, sformowana na mocy rozkazu z 21 października 1944, poza falą mobilizacyjną w Łomży przez III Okręg Wojskowy.

## Struktura organizacyjna
- Struktura organizacyjna w październiku 1944 roku:

608., 613. i 930. pułk grenadierów, 203. pułk artylerii, 203. batalion pionierów, 203. batalion fizylierów, 203. oddział przeciwpancerny, 203. oddział łączności, 203. polowy batalion zapasowy;

## Dowódcy dywizji
- Generalleutnant Max Horn  21 X 1944 – 18 XI 1944;
- Generalleutnant Wilhelm Thomas  18 XI 1944 – 26 XII 1944;
- Generalleutnant Fritz Gädicke 26 XII 1944 - ? III 1945;